# Almodrote

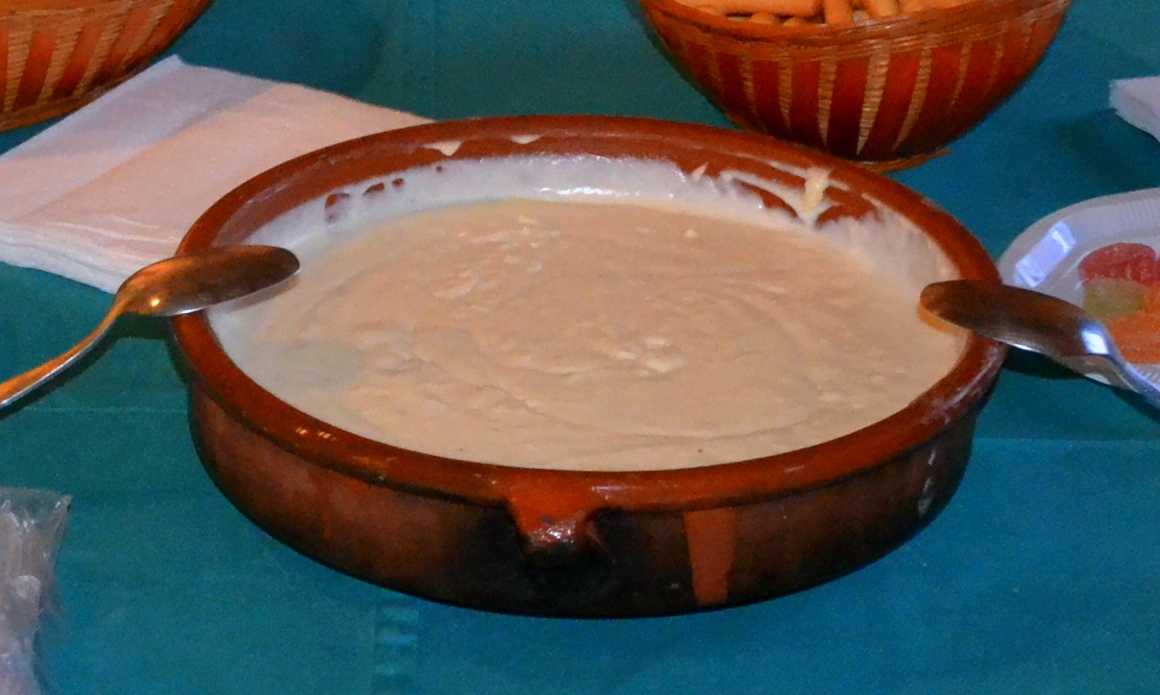
Monestir de Santes Creus, almadroc, menjar blanc, panades et confits de fruits.

 (juillet 2014).
L'almodrote est une sauce élaborée principalement à partir d'huile, d'ail, du fromage râpé et d'autres ingrédients variant selon les époques, la région et les goûts du cuisinier. Il s'agit d'une sauce dont l'origine est la cuisine séfarade et qui est utilisée dans la cuisine espagnole jusqu'au XVIIe siècle. La sauce était employée pour accompagner les recettes qui contenaient généralement de la viande.

## Étymologie
Le mot "almodrote" provient de l'arabe hispanique almaṭrúq, qui à son tour vient de l'arabe classique maṭrūq majado.